# 권선징악부 (아프가니스탄)
권선징악부(勸善懲惡部, 파슈토어: د فضیلت تبلیغاتو او د معاونیت مخنیوي وزارت)는 아프가니스탄에서 이슬람적 통치의 집행을 담당했던 정부기관(종교경찰)이다. 1992년 부르하누딘 라바니 정권에서 처음 설치했고, 1996년 정권을 장악한 탈레반이 그대로 이어받았다.
탈레반 치하에서 권선징악부는 사우디아라비아에서 강력한 지원과 훈련을 받았다. 카불을 함락시킨 탈레반은 승마술과 미국식 헤어스타일을 금지했다. 탈레반이 축출된 뒤 권선징악부는 철폐되었으나, 2003년 대법원장 파잘 하디 신와리가 순례종무부로 이름만 바꿔서 재설치했다.
2006년, 하미드 카르자이 정권은 순례종무부 산하에 "권선징악"을 담당하는 부서를 새로 설치했다. 순례종무 부장관 가지 술레이만 하메드는 순례종무부 산하 권선징악 부서는 탈레반 권선징악부와 비교해서 보다 상냥할 것이라고 주장했다. 순례종무장관 네마툴라 샤흐라니는 새로운 권선징악 부서는 알코올, 마약, 범죄, 부패 감시에 집중할 것이라고 주장했으나, 이런 문제들은 이미 아프가니스탄 형법에서 커버하고 있다. 휴먼 라이츠 워치는 권선징악 부서의 재설치는 여성인권에 부정적 영향을 미칠 수 있다고 경고했다. 아프가니스탄 국민입법부 의원 슈크나 바라크자이는 이것을 탈레반 시대의 잔재라고 여겼다. 미국 국제종교자유위원회 위원장 펠리스 D. 게어는 권선징악 부서는 종교의 자유를 침해하기 위해 존재하므로, 미국이 그 존재를 강력하게 반대해야 한다고 주장했다.

## 참고 사항
- 권선징악위원회 (사우디아라비아)
- 권선징악위원회 (가자지구)

## 같이 보기
- 이슬람 종교경찰
- 지도 순찰대